# Takashi Kuwahara
Pour les articles homonymes, voir Kuwahara.
Takashi Kuwahara (桑原 隆, Kuwahara Takashi) est un footballeur japonais né le 5 mai 1948.

## Palmarès

### Joueur
- Champion du Japon en 1976
- Vainqueur de la Coupe du Japon en 1976
- Vainqueur de la Coupe de la Ligue japonaise en 1977 et 1982
- Vainqueur de la Supercoupe du Japon en 1977

### Entraîneur
- Vainqueur de la Coupe d'Asie des clubs champions en 1999
- Vainqueur de la Supercoupe d'Asie en 1999
- Champion du Japon en 1997 et 1999
- Vainqueur de la Supercoupe du Japon en 2004